# Netzparität
Netzparität gilt üblicherweise dann als erreicht, wenn aus Sicht der Endverbraucher selbst produzierter Strom dieselben Kosten je Kilowattstunde verursacht wie der Kauf von einem Stromanbieter, also der Strombezug über das Netz. Ab dann ist die Eigenerzeugung aus Sicht des Verbrauchers rentabel. Bei diesem Vergleich ist zu beachten, dass die Kosten des Strombezugs Vollkosten darstellen (also neben den Kosten der Stromerzeugung die Kosten des Stromnetzes und der Steuern beinhalten), während die Kosten des Endverbrauchers lediglich Teilkosten darstellen.
Der Begriff findet hauptsächlich bei Photovoltaikanlagen Verwendung, aber auch Blockheizkraftwerke sind ein Anwendungsfall.
Die Befreiung des Selbstverbrauchs von Netzentgelten wird den Selbstverbrauchern nach wie vor zugestanden, obwohl die dezentrale Erzeugung nachweislich nicht zu einer Senkung, sondern zu einer Erhöhung der Gesamtkosten in den Verteilnetzen führt.

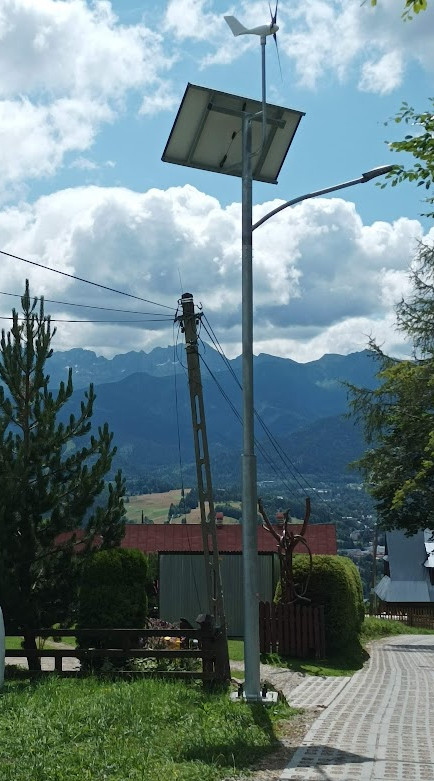
Straßenlaterne mit Solar und Windversorgung in der Hohen Tatra

## Insellösungen
Gelegentlich kann auch eine Eigenerzeugung mit relativ hohen Gestehungskosten günstiger sein, als einen Netzanschluss zu legen. Dies gilt insbesondere bei abgelegenen Standorten wie etwa Berghütten, Ferienhäusern und -anlagen usw. oder sehr geringen Verbräuchen wie etwa bei Parkscheinautomaten, insbesondere wenn die Versorgung nicht extrem zuverlässig sein muss. Diese Entwicklung wird durch die in letzter Zeit gefallenen Akkupreise begünstigt (siehe Solarbatterie).